# Van der Waerden-tétel
Van der Waerden tétele a kombinatorikus számelmélet és általában a kombinatorika egyik fontos tétele.
A tétel szerint, ha {\displaystyle k,r} egynél nagyobb természetes számok, akkor van olyan (legkisebb) {\displaystyle W(k,r)} természetes szám, hogy a következő állítás igaz: akárhogyan osztjuk {\displaystyle r} osztályba az {\displaystyle \{1,2,\dots ,W(k,r)\}} halmazt, valamelyik osztály tartalmaz {\displaystyle k} tagú számtani sorozatot.

## Bizonyítás
Az állítás igazolása k-ra vonatkozó indukcióval történik. A k=2 eset nyilvánvaló: ha az 1-től r+1-ig terjedő természetes számokat r osztályba osztjuk, a skatulyaelv szerint valamelyik osztály tartalmaz két elemet, ezek pedig kéttagú számtani sorozatot alkotnak. Másfelől, 1-től r-ig az egész számokat külön-külön osztályba sorolva nincs egy osztályba tartozó, kéttagú számtani sorozat. Tehát {\displaystyle W(2,r)=r+1}.
Tegyük fel, hogy k-ra már tudjuk az eredményt és {\displaystyle W(k,r)} létezését szeretnénk igazolni. Ehhez készítsük el a következő {\displaystyle f(0),f(1),\dots ,f(r)} sorozatot: {\displaystyle f(0)=1} és ha {\displaystyle f(s)} megvan, legyen {\displaystyle f(s+1)=2MN}, ahol {\displaystyle N=f(s)} és {\displaystyle M=W(k,r^{N})}. s-re indukcióval igazoljuk a következő állítást: ha az {\displaystyle \{1,\dots ,f(s)\}} számokat r színnel színezzük, akkor vagy van k+1 hosszú egyszínű számtani sorozat, vagy van s olyan k+1 hosszú számtani sorozat, {\displaystyle A_{1},\dots ,A_{s}}, hogy az {\displaystyle A_{i}}-k utolsó tagja közös, e tagot elhagyva pedig minden {\displaystyle A_{i}} egyszínű és e színek különbözők.
Ha ezt beláttuk, akkor {\displaystyle W(k+1,r)} választható {\displaystyle f(r)}-nek.

## Többdimenziós általánosítás
A tétel többdimenziós változatát Gallai Tibor igazolta.

## Történet
Issai Schur eredeti kérdése úgy hangzott, igaz-e, hogy minden k természetes számhoz van olyan N természetes szám, hogy ha az 1,…,N számokat két osztályba osztjuk, valamelyik mindenképpen tartalmaz k-tagú számtani sorozatot. Az általános eredményt Bartel Leendert van der Waerden 1927-ben igazolta.

## Lásd még
- Hales–Jewett-tétel
- Szemerédi-tétel